# Ubrzavajuće širenje svemira
Posmatranja pokazuju da se širenje univerzuma ubrzava, tako da brzina kojom se udaljena galaksija udaljava od posmatrača neprekidno raste s vremenom. Ubrzano širenje svemira otkriveno je 1998. godine od strane dva nezavisna projekta, Supernova kosmološkog projekta i High-Z supernova tima za pretragu, koji je koristio udaljene supernove tipa Ia za merenje ubrzanja. Ideja je bila da supernove tipa Ia imaju skoro istu intrinzičnu svetlinu (standardna kandela), a pošto su udaljeniji objekti prigušeniji, posmatrani sjaj ovih supernova može da se koristi za merenje udaljenosti do njih. Udaljenost se zatim može uporediti sa kosmološkim crvenim pomakom supernove, koji meri koliko se univerzum proširio od pojave supernove; Hablov zakon je utvrdio da što je objekat udaljeniji, to se brže udaljava. Neočekivani rezultat je bio da se objekti u univerzumu udaljavaju jedan od drugog ubrzanom stopom. Tadašnji kosmolozi su očekivali da će se brzina recesije uvek usporavati, zbog gravitacionog privlačenja materije u univerzumu. Tri člana ove dve grupe su naknadno nagrađena Nobelovom nagradom za svoje otkriće. Potvrdni dokazi pronađeni su u barionskim akustičnim oscilacijama, i u analizama grupisanja galaksija.
Smatra se da je ubrzano širenje univerzuma počelo otkako je svemir ušao u svoju eru u kojoj dominiraju tamne energije pre otprilike 5 milijardi godina. U okviru opšte teorije relativnosti, ubrzano širenje može se objasniti na osnovu pozitivne vrednosti kosmološke konstante Λ, ekvivalentne prisustvu pozitivne energije vakuuma, nazvane „tamna energija”. Iako postoje alternativna moguća objašnjenja, opis koji pretpostavlja tamnu energiju (pozitivna Λ) se koristi u trenutnom standardnom modelu kosmologije, koji takođe uključuje hladnu tamnu materiju (CDM) i poznat je kao Lambda-CDM model.

## Napomene
1. ↑  [8] Frieman, Turner & Huterer (2008) p. 6: "The Universe has gone through three distinct eras: radiation-dominated, z ≳ 3000; matter-dominated, 3000 ≳ z ≳ 0.5; and dark-energy-dominated, z ≲ 0.5. The evolution of the scale factor is controlled by the dominant energy form: a(t) ∝ t2/(3(1 + w)) (for constant w). During the radiation-dominated era, a(t) ∝ t1/2; during the matter-dominated era, a(t) ∝ t2/3; and for the dark energy-dominated era, assuming w = −1, asymptotically a(t) ∝ exp(Ht)."

p. 44: "Taken together, all the current data provide strong evidence for the existence of dark energy; they constrain the fraction of critical density contributed by dark energy, 0.76 ± 0.02, and the equation-of-state parameter, w ≈ −1 ± 0.1 (stat) ± 0.1 (sys), assuming that w is constant. This implies that the Universe began accelerating at redshift z ~ 0.4 and age t ~ 10 Gyr. These results are robust – data from any one method can be removed without compromising the constraints – and they are not substantially weakened by dropping the assumption of spatial flatness."